# Estação San Pedro de los Pinos
A Estação San Pedro de los Pinos é uma das estações do Metrô da Cidade do México, situada na Cidade do México, entre a Estação Tacubaya e a Estação San Antonio. Administrada pelo Sistema de Transporte Colectivo, faz parte da Linha 7.
Foi inaugurada em 19 de dezembro de 1985. Localiza-se no cruzamento da Avenida Revolución com a Rua 4 e a Rua 9. Atende o bairro San Pedro de los Pinos, situado na demarcação territorial de Benito Juárez. A estação registrou um movimento de 5.070.899 passageiros em 2016.